# 異世界薬局
『異世界薬局』（いせかいやっきょく）は、高山理図による日本のライトノベル。小説投稿サイト『小説家になろう』にて2015年7月より連載されているオンライン小説で、加筆・修正されMFブックス（KADOKAWA）より2016年1月より書籍化刊行されている。書籍版のイラストはkeepoutが担当している。
メディアミックスとして、高野聖によるコミカライズが『コミックウォーカー』および『ニコニコ静画』に2016年11月から連載されている。また、テレビアニメが2022年7月から9月まで放映された。
2021年7月時点でコミックス累計部数は120万部（電子版含む）、2022年4月時点でシリーズ累計部数は250万部をそれぞれ突破している。

## あらすじ
薬学研究に勤しむ日本の若き主人公は、志半ばで過労死して宮廷薬師見習いのファルマとして転生する。ファルマは医学が未発達な世界で、転生前の知識と転生後に手に入れたチート能力を活かして多くの人々を救おうと奮闘する。

## 登場人物
声の項はテレビアニメ版の声優。

### 主要人物
ファルマ・ド・メディシス
声 - 豊崎愛生
本作の主人公。宮廷薬師の名家ド・メディシス家の次男。金髪碧眼の少年。10歳。名前の「ファルマ」は「医薬品」の意味。
転生前は、日本の国立T大学大学院薬学研究科の准教授を務める31歳の薬学者で、薬剤師免許も持っていた。名前は「薬谷 完治（やくたに かんじ）（声 - 花江夏樹）」。幼い頃、脳腫瘍を患った4歳の妹のちゆ（声 - 和多田美咲）を二年間の闘病生活の末に亡くしており、その時に多くの人々を救うことができる薬を創ることを目指し、人生を薬学に捧げて研究に没頭する。しかし、極度の過労が祟って、急性心筋梗塞を発症し、志半ばで過労死する。その後、異世界に転生し、宮廷薬師見習いのファルマ・ド・メディシスとして生まれ変わる。
当初は転生に戸惑っていたものの、誤った治療法が蔓延している（地球でいう中世レベルの）異世界を目の当たりにして、生前の薬学の知識を活かして異世界の治療法を正して医薬を普及し、大勢の人々を救うことを決意する。そして、皇帝エリザベート二世を不治の病の白死病から救い、後に抜き打ちで行われた試験にも合格したことで宮廷薬師として認められ、その後エリザベート二世の勅許を得て帝国勅許薬局・「異世界薬局（DIVERSIS MUNDI OF PHARMACY）」を開業する。
転生前のファルマが雷に打たれた時に、両腕に「薬神の聖紋」と呼ばれる形（リヒテンベルク図形）の傷ができたことから、薬神の生まれ変わりと周囲から崇拝と畏怖される。本人は否定しているが、神術が水属性から無属性に変わり、ありとあらゆる物質を左手で生成（ただし、自身が分子構造を正確にイメージできるものに限る）または右手で消去でき、神力をいくら使っても無くならない、影が無いなど、人外染みた変化をしている。
経歴から薬学一辺倒で他にはまったく興味がなさそうだが、「萌え」や「ショタコン」という言葉を知っていたり、フットボールが伝来したと聞いて喜ぶなど、意外に多趣味。
エレオノール・ボヌフォワ
声 - 上田麗奈
本作のヒロインの一人。ファルマの父である宮廷薬師ブリュノ・ド・メディシスの一番弟子であり、一級薬師。ファルマの家庭教師を務める眼鏡を掛けた少女。16歳。愛称は「エレン」。
ボヌフォワ伯爵家の令嬢であり、艶やかな銀髪と美貌を持つ才媛。だが、よく眼鏡を落として割ったりするなど、ドジな面もある。
転生後のファルマの異変に最初に気付き、規格外の変貌を見て薬神の化身だと恐れをなす。ブリュノに家庭教師を辞めたいと懇願するが、ファルマの説得で家庭教師を続投。その後はファルマを薬神の化身だと考えながらも、ファルマの良き理解者として接する。
ファルマが「異世界薬局」を開業する際、ブリュノに頼まれてサポートのために「異世界薬局」で働くことに。
シャルロット・ソレル
声 - 本渡楓
本作のヒロインの一人。メディシス家に仕える召使いの少女。9歳。愛称は「ロッテ」。
4歳の時から母のカトリーヌとともにメディシス家に仕え、ファルマの世話係をしている。いつも元気いっぱいで、天真爛漫な性格。甘い物が好物。
ファルマが「異世界薬局」を開業にする際、彼にお願いして庶務と事務を任される。
イラスト調の絵が上手で、謄写版献上の際に一緒に差し出した絵を皇帝に見いだされ、宮廷画家見習いとして取り立てられる。

### サン・フルーヴ帝国
エリザベート二世
声 - 伊藤静
サン・フルーヴ帝国を治める女帝。24歳。
若く美貌を持つ大陸全土で最も高い神力を持つ火属性の神術使いで、病死した先帝の後継者として神殿に選定され、皇帝の座に就いた。武勇に優れて帝国を拡大させるほどの辣腕を発揮する一方で、僻地を開拓し政情を安定化させて内政を見事にこなす賢君であり、国民から慕われている。また、非常に気が短くせっかちな性格で、案件があれば即時決断して行動に移すほど（そのためファルマからは「脳筋」と評されている）。
ファルマが転生した時は白死病に侵されて衰弱していたが、彼の処方した特効薬によって無事に完治する。この一件でファルマを大いに気に入り、彼を見習い薬師から宮廷薬師に昇格させて主治薬師に任命するほか、勅許状を与えて「異世界薬局」の開業を許し、ひそかに側近のノアを使って彼の要望を調べさせ、すぐに叶えたりしている。そのほか、「異世界薬局」を疎む薬師ギルドやファルマを狙う神聖国から彼を守る絶大な後ろ盾となる。また、ファルマがうっかり要望したテルマエを褒美として帝都に5か所も建造させ、それらが完成するたびに彼を連れ出しては混浴している。
ノア
声 - 市川蒼
エリザベート二世に仕える小姓の少年。後に従騎士へと昇格する。14歳。
有名侯爵の公子で、女帝の前では恭順な態度をとっているが、ファルマの前では口が悪くフランクに接している。
普段は女帝の身の回りの世話やルイの遊び相手をしているが、口上手くファルマが望むものを聞き出してそれを女帝に報告している。
ルイ
声 - 引坂理絵
サン・フルーヴ帝国の皇子。エリザベート二世の息子。6歳。
母親であるエリザベート二世を救ってくれたファルマに懐いている。
飴が好物で、歯磨きを怠ったため虫歯になり母の女帝からファルマに診察を頼むが、恐れをなして逃げ出しノアやクロード（大型のペンチで虫歯を抜こうとした）に捕まる。ファルマの治療によって完治しファルマから歯磨きの磨き方を教わりファルマが開発した虫歯になりにくい甘味料を配合した飴（虫歯そのものは防げない）を貰う。
クロード・ド・ショーリアック
声 - 速水奨
エリザベート二世の主治医師の侍医長でブリュノ同様尊爵の称号を持つ。神術は風属性。
フィリッポ
声 - 若林佑
国務卿。
ヨハン
声 - 三瓶雄樹
内務卿。
エルマン
大蔵卿。
ベレニス
司法卿。女性。

#### ド・メディシス家
ブリュノ・ド・メディシス
声 - 乃村健次
ド・メディシス尊爵家の当主。パッレ、ファルマ、ブランシュの父親。37歳。
帝国に三人しかいない宮廷薬師の一人で、エリザベート二世の主治薬師も務める筆頭宮廷薬師。サン・フルーヴ帝国薬学校（のちにサルレノ医学校と統合しサン・フルーヴ帝国医薬大学校）の総長を務める。エリザベート二世の白死病の完治後は、褒美としてマーセイル領の統治を任される。
非常に厳格な性格で、転生前のファルマを厳しくしごいていたため、彼から恐れられていた。だが、それは息子を思っての事であり、一人前の宮廷薬師として育てるためについ厳しくしていた。後にエレンを家庭教師にしてファルマを任せるが、抜き打ちで薬学の試問をすることがある。薬師は人の命に寄り添い、必要なのは技術ではなく心だという信念を持ち、常に患者の事を優先的に考えている。不治の病である白死病に侵された皇帝にも、病名を告げて絶望させることを避け、自らの命もかえりみず傍に寄り添い手を尽くしていた。
薬学の知識においては当然のことながら現代日本レベルの知識を持つファルマには及ばないが、独自の神術でこの世界では不治の病である白死病を診断したり、原因は特定できていないものの、経験則から白粉の毒性を見抜くなど、地位に違わぬ一流の能力を持つ。
（転生したファルマにとって）初めての女帝の診察にファルマとともに赴いた時に、ファルマの異変に気付いて慄くが、ファルマに自分も白死病に侵されていることを見抜かれ、ともに特効薬を処方されて白死病を完治する。この一件で転生したファルマのことを認め、あくまで息子としてファルマを見守る立場を取り、時に助言したり叱責したりしている。
ベアトリス・ド・メディシス
声 - 遠藤綾
ブリュノの妻で、パッレ、ファルマ、ブランシュの母親。34歳。
銀髪の碧眼で清楚な雰囲気を持つ貴婦人。夫婦仲は非常に良好で、腰痛を患っているが、心配させまいとブリュノには隠している。
パッレ・ド・メディシス
声 - 江口拓也
ド・メディシス家の長男。ファルマとブランシュの兄。16歳。名前の「パッレ」は「丸薬」の意味。
母と同じ銀髪の碧眼であり、薬学ではファルマに劣らぬほど優秀。ファルマが転生した当初はノバルート医薬大学に留学しており、その後首席で卒業して一級薬師の資格を得る。
兄弟仲は良いのだが容赦のない激しい一面があり、ブリュノにやり過ぎと叱られるほど神術の特訓で転生前のファルマとブランシュをしごいていたため、二人からは恐れられている。エレンとはライバル関係であり、顔を合わす度に口喧嘩や神術による勝負を始めようとする。今までにたくさんの女性と付き合い数々の武勇伝をもつ。
のちに白血病を患うも、ファルマの治療によって寛解する。
ブランシュ・ド・メディシス
声 - 長縄まりあ
ド・メディシス家の末女。パッレとファルマの妹。4歳。
ファルマと同じ金髪の碧眼で、まだ舌足らずな少女。兄思いでファルマとパッレに懐いている。水疱瘡を患いファルマが看病に来た時に彼の異変に感付いたが、どちらのファルマも好きということであまり気にしていない。
シモン
声 - 菊池通武
ド・メディシス家の家令。齲蝕を患っていた。なお、アニメ版では薬で治療可能な咽頭炎に変更されている。
マデレーネ
声 - 秋保佐永子
ド・メディシス家の使用人。逆流性食道炎を患っていたが、ファルマがくれた薬に泣くほど感激した。
アルフレッド
声 - 玉井勇輝
ド・メディシス家の使用人。麦粒腫を患っていたが、ファルマの薬で完治する。
アダム
声 - 赤羽根健治
ド・メディシス家の執事で、現マーセイル代行領主。
ファルマが女帝を治した功績で父のブリュノが拝領した新土地マーセイルで、アダムを代行領主として派遣した。
カトリーヌ・ソレル
ロッテの母親であり、ド・メディシス家の上級使用人。

#### サン・フルーヴ帝国医薬大学校
副総長
恰幅のよい、爆発した様な髪型の白髪の男性。ファルマを新設学部の教授に推挙した中心的人物。
キャスパー
声 - 宮沢きよこ
定年間近な老婦人の教授。59歳。フィールドワークによるカビや胞子などの微生物の採取と分類学の研究を主としているが、役に立たない地味な研究と後ろ指をさされ、研究費もロクに回されずブリュノの保護で何とか命脈を保っている有様だったものの、黒死病騒ぎの際に、黒死病を含む様々な感染症に効果のある抗生物質を生成できる放線菌（ストレプトマイセス）を培養（継代培養）していたことから一気に脚光を浴びることとなる。
ゾエ・ド・デュノワ
ファルマの秘書。
ジョセフィーヌ・バリエ
一級獣医の少女。ファルマの業績に対して感謝と敬意を寄せており、彼が教鞭をとる新設学部の設立を知り、サン・フルーヴ帝国医薬大学に入学する。
エメリッヒ・バウアー
新設された総合医薬学部の首席新入生。プロセン王国の一級薬師。画期的な教科書を著したファルマ（とパッレ）に感銘を受けて入学試験を受けるものの、ファルマをただの子供とみて侮り、退学しようとする。だが、彼をなめてかかった上での神術試合で散々に打ちのめされて考えを改め、退学を取り止める。
元はスパイン王国の大貴族であるソラ家の末裔で、本名はエメリッヒ・ソラ。一族全体が「薬神の呪い」と呼ばれる遺伝病、致死性家族性不眠症に侵されており、その呪いを克服するため、「バウアー」という偽名を名乗り、サン・フルーヴ帝国医薬大学に入学した。
「ソラ」という姓はサン・フルーヴ帝国の言葉だと「ソレル」になり、実はロッテの遠縁に当たる。

#### 異世界薬局
セドリック・リュノー
声 - 飛田展男
男爵の爵位を持つド・メディシス家の元上級使用人。42歳。神術は土属性。
博識で社会事情や法律などに詳しく、ド・メディシス家では財務と薬草園の土の肥育を担っており、ブリュノから信頼されて他の使用人たちからも慕われている。長年の勤務と酷使で変形性膝関節症を患っており、杖が無ければ歩行がままならないほど悪化している。
ファルマが異世界薬局を開業するに伴い、ブリュノに博識さや誠実さ、財務経験を見込まれて膝の関節症を理由にあえて解雇され、そこをファルマに雇われて異世界薬局の財務と法務を任される。
アンリ
異世界薬局の衛士を務める聖騎士の1人（他に少なくとも1名、名前未発表の交代要員がいる描写がある）。
とある日の朝に門を開けた瞬間、ベロンの企みによる無人の荷馬車が突入して店を破壊される現場に遭遇し、この緊急事態をブリュノに報告。さらにブリュノの指示で女帝にも報告した。
ロジェ・デ・バッケル
ネデール王国出身の一級薬師。サン・フルーヴの言葉には慣れていないようで、語尾がたどたどしく書き言葉が苦手。腕はいいがやや軽薄で能天気な性格。
セルスト・バイヤール
女性の二級薬師。ノバルート医薬大学出身。まだ22歳だが何人もの子供を持つ肝っ玉母さん。
レベッカ・デュトワ
女性の二級薬師。サン・フルーヴ帝国医薬大学を卒業したばかりの新人。奥手な性格だがショタコン気味で、ファルマがロッテをハグしているのを見て鼻血を吹くなど、やや嗜好が濃い。
トム
疑義照会を行う（この世界では電話がないため、連絡は伝書鳩やメッセンジャーなどの物理的手段が必要となる）ために雇用したメッセンジャーの少年。異世界薬局では初となる新規雇用の一般職員。14歳。
元気と健脚が取り柄だが、字が非常に汚く、当初は採用を見送られそうになったが、クララの予知によって採用を決定。字の汚さを問題としないほどの記憶力で、職務に励んでいる。
ちなみに、字の汚さについて、web版では特に原因についての言及はなかったが、書籍版では識字障害という理由になっている。

##### 提携の店
ピエール
声 - 阿座上洋平
「木漏れ日薬店」の店主である三級薬師の男性。レオニ（声 - 森なな子）の夫。
「異世界薬局」にもっとも近い場所で店を構えているため、ギルド加盟店の中で一番売上げが落ちていた。ある日、インフルエンザに罹って高熱を出して苦しむ娘のマリー（声 - 中野さいま）を助けようとするが、薬が効かず医者も不在で窮地に立っていたところをファルマによって助けられ、その際「異世界薬局」を訪れて見学し、ギルド加盟店との格の違いを実感する。のちの会合で「異世界薬局」を見習うべきと訴えてベロンの怒りを買い、ギルドを追放されて店も潰されるが、ファルマに誘われて調剤薬局ギルドに加盟し、その長に任命される。

#### 貴族
クロエ・ド・シャティヨン
声 - 石原夏織
実業家として名高いド・シャティヨン侯爵家の令嬢。
日に焼けやすい体質で、想いを寄せる人に振られた反動で白い肌を求めるあまり瀉血し過ぎて貧血を引き起こす。ファルマが開発したファンデーションで白い肌が得られたことに感激し、それがきっかけで「異世界薬局」の評判が口コミで広まり繁盛することとなる。その後、コスメ部門に特化した2号店を提案し、その出資と人材に協力し、異世界薬局2号店コスメブランド「メディーク（MEDIQUE）」を創設させる。
メロディ・ル・ルー
医療火炎技術師の女性尊爵。一年前から緊張型の統合失調症を患い、それを悪霊の仕業と思い込んで自ら拘束して監禁状態にあったが、ファルマの施術によって回復する。ブリュノやファルマの使用する特殊なガラス器具や金属製の器具などを製作する。複雑な形状の器具であっても、繊細な火炎神術を駆使してきわめて精巧かつ丈夫に作り上げる技術をもつ。
ソフィ・ボヌフォワ
パッレが拾ってきた赤ん坊の女の子。神脈が開かず捨てられた貴族の子で、拾われた時にはロタウィルスに感染し、重篤な状態だったが、ファルマ達の治療により回復する。その後、ファルマが神脈を開いたことによって無属性・正属性で雷神を守護神に持つことが分かり、ボヌフォワ家に養子として迎え入れられた。まだ赤ん坊であるため神力の制御が上手くできず、特にファルマに頻繁に電撃を浴びせているが、それが原因で次第に「痛気持ちいい」という少々危ない発言をするようになってしまう。また、AED代わりに使われるなど、応用範囲は広い。
彼女の件がきっかけで、神脈が開かず平民に落とされたものの再検索が行われ、後述のクララを始めとして数人が再び貴族に叙せられることとなった。
クララ・クルーエ
無属性で旅神が守護神の少女。ファルマと帝国によって見出された「神殿が見落としていた神脈を持つもの」の一人で女伯爵。身寄りがないため、ド・シャティヨン家で食客として世話になっている。日常生活に支障が出るほどの低血圧で、そのためなのか生来の性格なのかは不明だが何もせずゴロゴロするのが大好きな引きこもりタイプ。
予知能力を持ち、特に旅に出るものの安否を事前に知ることができる。

### 神殿
サロモン
声 - 土田大
大神殿異端審問局の異端審問官。その任務には悪霊の調伏や異端者の粛清も含まれている。
マーセイル領の神官長から「影の無い少年」の噂を知らされ、それを調べてファルマの可能性があると知ると、彼を誘き寄せて他の異端審問官たちとともに捕えようとする。しかし、ファルマの無尽蔵の神力や薬神の聖紋などを見て薬神の生まれ変わりではないかと覚り、慌てて平伏して許しを請う。ファルマとの神術戦闘の際に落馬して足を開放骨折してしまい、薬神に刃向った贖罪としてそのまま死のうとしたが、ファルマの治療によって完治する。それ以降、ファルマに深く心酔するようになる。
後にサン・フルーヴ帝都教区の神官長に任じられ、ファルマが普通の生活を送れるよう便宜を図っていたが、それを大神殿への反逆として拘束されるも、ファルマによって救出され、皇帝によって帝国の神術顧問として仕官するようになる。
アルマン
声 - 露崎亘
元審問官。サロモンの元部下。水属性の神術使い。ファルマとの戦闘後にマーセイル教区へと移動になり、移動先のエスターク村でファルマと再会し、黒死病の治療を手伝った。
ミッシェル
エスターク村で、アルマンと一緒に黒死病の治療を行った神官の一人。風属性の神術使い。
キアラ
声 - 結木美咲
エスターク村で、アルマンと一緒に黒死病の治療を行った神官の一人。火炎神術使いの女性。患者への治療投薬終了後はファルマからの依頼で、カリストや他の部隊とともに帝都に向かっている密入国者の追跡と運搬荷物などの感染予防措置をおこなった。
のちにマーセイル領地内に完成したマーセイル製薬工場へ「神殿の許可を取っての修行」という形で労働者として応募し、ファルマにより工場長兼管理主任に抜擢される。
漫画版では弟たちがいるという描写がある。
カリスト
エスターク村で、アルマンと一緒に黒死病の治療を行った神官の一人。水属性の神術使い。治療投薬終了後はキアラや他の部隊とともに密入国者などへの感染予防措置をおこなった。
ジュリアナ
神聖国の枢機神官。野盗に襲われた旅の二級薬師を装い、ファルマから神力を奪うために接触したが、彼の人柄に感銘を受け、苦悩の末に自ら命を断とうとする。だが、莫大な神力を持て余し気味だった彼にあっさりと神力を渡された上、身に刻まれた聖呪紋も解呪され、無事に神聖国に帰り、ファルマが神聖国との対立を望んでいないことを伝える。だが、守護神を信用していない上層部の疑心暗鬼により、虐待と監視を受ける。
その後、ファルマの要請によって再びサン・フルーヴ帝国に派遣されるが、虐待を受けた事を彼に見抜かれたことから国際条約に基づく難民として神聖国の国籍を放棄し、帝国国民として受け入れられることになった。
「神術按摩」という特殊スキルを持っており、異世界薬局の面々に好評を受けている。

### その他
松本（まつもと）
声 - 鈴代紗弓
ファルマが転生する前、T大学で完治のサポート役を担っていた人物。製薬会社の社員（声 - 初村健矢）などが研究熱心な完治を評価する中、無理をしている姿を特に心配していた。完治がソファーの上で息絶えていた際の第一発見者でもある。
ベロン
声 - 間宮康弘
帝国薬師ギルド長の恰幅が良い初老の男性。
平民の薬師（三級薬師）を束ねるギルドの長で、ファルマが営む「異世界薬局」を快く思っておらず、ギルド加盟店に「異世界薬局」に近づくなと通達している。妻が内緒で「異世界薬局」のコスメ商品を買っていた時は激怒して破棄した。一度、汚染された土砂を積んだ無登録の馬車を「異世界薬局」に突っ込ませて営業妨害を行うが、土砂はセドリックの神術で浄化され、女帝とジャンら常連たちの尽力で二日後には営業を再開されてしまう。さらにこの行為が女帝の怒りを買って逆に営業停止処分（表向きは禁止された鉛入りの薬を扱った罰）を受ける羽目になり、ギルドの売上げがガタ落ちして業績低迷してしまう。黒死病が帝国内に蔓延して自身も感染するが、支給されたファルマが作った薬を最後まで拒み自力で薬を作ろうとしたものの努力空しく亡くなる。ただ、家族は支給された薬を飲ませていたことで一命を取り留める。
アニメでは貴族階級の薬師がベロンの子供を救ってくれずに亡くなったことで、貴族階級や宮廷薬師を恨んでいる設定が追加されている。
ジャン＝アラン・ギャバン
声 - 鈴木琢磨
「異世界薬局」開業当初から足しげく通う常連の老人。ファルマ達からは「ジャン老人」と呼ばれている。
店に訪れては「船乗りの飴（壊血病予防の飴）」を買ってファルマが生成した水を飲むのが日課。その正体はサン・フルーヴ帝国勅許会社、東イドゥン会社（S.I.O）連合艦隊提督。港で黒死病の検疫で足止めを受けて不満が高まって暴れる寸前の商船の前に艦隊を引き連れて現れ、脅しをかけて従わせた。
カミュ・ド・サド
声 - 中井和哉
ノバルート医薬大学出身でブリュノと同期の薬師だったが、死に魅せられ、残虐かつ著しく人間性と道徳性を欠き、特に「毒」の研究に傾倒して、その邪悪さゆえに神殿に神脈を閉鎖された人物。しかし、その後にネデール国の平民薬師となってからは植民地のパンテ島を黒死病で壊滅させた上でネデール国の政治・神殿・国民を掌握し、さらに商人や聖騎士を使ったサン・フルーヴ帝国内の黒死病感染拡大（アウトブレイク）をも画策する。
自身も感染拡大を見届けるために帝国内に侵入し、さらに異世界薬局にも侵入してセドリックとロッテなどに毒物を含めた重傷を負わせるが、それらはファルマの能力によって毒物を消去される事で阻止され、最期はファルマと薬神杖の力によって消滅する。
また、ファルマが対峙した際において、皇帝エリザベート二世を中心とした白死病感染の首謀者であることも判明する。
エルマン
エスターク村の住人。黒死病に侵された一家の夫。村を抜け出し廃屋の家に潜伏していたが、ファルマの治療で一家は無事完治する。ファルマからエスターク村が無事であることを聞いた後は村に戻った。

## 用語
神術
転生した世界で使える能力のこと。生まれつき司る守護神と属性が決められており、神殿の洗礼儀の時に守護神を鑑定されて祝福を受けると、体内に神脈というものが開き、神術が使えるようになる。貴族は神術が使えることが最低条件であり、祝福されず神脈が開けなかった者や、貴族であっても神力を使い果たして神術を使えなくなった者は直ちに平民に落とされる。神技（神術の技）を使うのに必要な神力の多寡は生まれつき決まっており、鍛錬で増えることはない。
火、水、風、土、無の五つの属性があり、さらに生（生成）と負（減少）とに分けられる。特に無属性は希少な属性であり、中には「規格外」と言われるほどの力も持つ者がおり、神と同等の扱いとなる。
守護神は世界で百を超えるほど存在し、よくある太陽神、月神、地母神のほか、薬神、医神など職業神もいる。
神杖
神術を用いる際に使われ、神術を増幅する作用がある杖。神術を使える王侯貴族は必ず所持していて、エレン曰く「貴族は常に神杖を帯びているもの」で「貴族の命の次に大事な物」。通常は1人1本を所持するが、エレンの例でコレクションとしたり、メロディの例で用途に応じて使い分けるために複数本を所持するケースもある。
神杖によっては晶石がはめ込まれているものがあり、神力を溜めて放出したり、神力を測定する「神力計」として使われることが多いが、メロディが所持している神杖では晶石をダイヤモンドカッター（ガラス切り）代わりに使うこともある。
薬神杖
守護神殿に伝えられ、保管されていた神杖で、ファルマが当初持っていた神杖が神術の訓練中に彼自身の神力に耐えられず破損したことを知ったサロモンによってファルマに与えられたもの。折りたたみ・伸縮自在で、四属性と戦闘・診療・治癒・浄化の神術操作のすべてに対応し、さらに杖にファルマの膨大な（通常の人間には出せない）神力を注げば空を飛ぶことも可能。
古文書により「この杖は現世のものにあらず、故にこの世ならぬ守護神にしか扱えない」と言い伝えられていて、実際、ファルマ以外の人物が手にしようとしてもすり抜けてしまい、触ることすらできない。
診眼
転生したファルマに与えられた特殊能力。作中で「診眼」と呼ばれるのは左手の能力だけだが、本項では右手の能力も併せて記載する。
左手
指で作った輪っか（後に人差し指と中指で目を挟む形に変えた）から人を覗き込むと、相手の体に病巣がある場合はその部分が光って見える。ただし、あくまで「病巣があるかどうか」までしか知ることができず、レントゲンやCTスキャンのように病気によって見え方が異なるという事もないので、どんな病気であるかは自分で推測しなければならない。光は最初は青で、病名を特定できれば白く変わり、ファルマの技術（神術及び能力を除く）で治療できない場合は赤くなる。完治できる処方を口にすれば消え、対症療法しかできない場合は薄まるだけで消える事はない。また、投薬ではなく外科的療法など、施術者の技量に依存する療法が必要な場合はこの能力では判定できない。
右手
筒状にして覗き込み、患部を拡大して見ることができる。拡大率には限度があるが、顕微鏡など別の拡大鏡を併用することで遺伝子配列まで見ることができる。
左手と併用して、左手単独では見えない小さい病巣を発見するのに使うこともある。
薬師
異世界では、大きく分けて三つに分類されている。日本の薬剤師とは違い、独立処方権を持ち、自分の診断で薬を処方することができ、患者の処置も行うなど、事実上内科医の役割も担う。異世界における医師は日本の外科医、歯科医師に相当する。ちなみに、「くすし」ではなく「やくし」と読む。登録人数はファルマが転生して間もない時の人数である。
宮廷薬師
名門貴族階級の薬師。皇帝や王侯貴族に薬を処方する。宮廷薬師は貴族階級で公爵よりも上位にあたる「尊爵」という爵位が賜れる。帝国ではわずか3人しか登録されていなかったが、新たにファルマが認められる。
一級薬師、二級薬師
貴族階級の薬師。貴族に薬を処方する。帝国ではエレンなど21人が登録されている。女性の薬師は妊娠・出産などで一度退職すると再契約されることはなかったが、「メディーク」に雇用されることで産休、育休の権利を得た。
三級薬師
薬師ギルドに所属する、平民の薬師。薬師ギルドが免許を出し、平民に処方する。帝国では246人が登録されているが、ほとんどがろくに診察ができず、治療法が分からないまま適当な薬草を高い値で処方している。
異世界薬局
ファルマが皇帝の白死病を治療した褒美として与えられた勅許店。彼が理想とする「すべての人に安全・安心・安価な真に効果のある薬を」という理念を実現するための場。主に平民向けに開業したが、当初は貴族が営んでいることや店長が子供であることなどから客足は振るわなかった。しかし、無害かつ今までの白粉などとは違う画期的な化粧品を売り出したことから爆発的に売り上げを伸ばし、さらに処方した薬の効果や丁寧で親身な診察などで受け入れられるようになった。
現在、一号店である異世界薬局総本店のほか、コスメブランドの二号店「MEDIQUE（メディーク）」とオーラルケア専門の三号店「8020」が存在する。
調剤薬局ギルド
三級薬師を取り込むため、ファルマが立ち上げた新ギルド。加盟料は無料で脱退も自由。最初はファルマが長だったが、後に最初の加盟店である木漏れ日薬局の店主、ピエールが長となった。
尊爵
公爵より上位に当たる最高位の爵位。家や領地ではなく個人に与えられる称号で、宮廷薬師は必ずこの地位にある（ファルマは未成年であるため例外）。そのほか、侍医長であるクロードと、医療技術師であるメロディがこの爵位を保有している。

## 既刊一覧

### 小説
- 高山理図（著）、keepout（挿絵） 『異世界薬局』 KADOKAWA〈MFブックス〉、既刊10巻（2024年1月25日現在）
  1. 2016年1月31日初版第一刷発行（1月25日発売[16]）、ISBN 978-4-04-068047-7
  2. 2016年5月31日初版第一刷発行（5月25日発売[17]）、ISBN 978-4-04-068320-1
  3. 2016年10月31日初版第一刷発行（10月25日発売[18]）、ISBN 978-4-04-068672-1
  4. 2017年3月25日初版第一刷発行（同日発売[19]）、ISBN 978-4-04-069088-9
  5. 2017年8月25日初版第一刷発行（同日発売[20]）、ISBN 978-4-04-069409-2
  6. 2018年3月24日初版第一刷発行（3月25日発売[21]）、ISBN 978-4-04-069806-9
  7. 2019年7月25日初版第一刷発行（同日発売[22]）、ISBN 978-4-04-065838-4
  8. 2021年7月25日初版第一刷発行（7月21日発売[23]）、ISBN 978-4-04-064268-0
  9. 2022年12月25日初版第一刷発行（12月23日発売[24]）、ISBN 978-4-04-682021-1
  10. 2024年1月25日初版第一刷発行（同日発売[25]）、ISBN 978-4-04-683252-8

### 漫画
- 高山理図（原作）、keepout（キャラクター原案）、高野聖（作画） 『異世界薬局』 KADOKAWA〈MFC〉、既刊11巻（2024年10月23日現在）
  1. 2017年3月23日初版発行（同日発売[26]）、ISBN 978-4-04-069116-9
  2. 2017年9月23日初版発行（同日発売[27]）、ISBN 978-4-04-069419-1
  3. 2018年5月23日初版発行（同日発売[28]）、ISBN 978-4-04-069836-6
  4. 2019年2月23日初版発行（2月22日発売[29]）、ISBN 978-4-04-065350-1
  5. 2019年10月23日初版発行（10月21日発売[30]）、ISBN 978-4-04-064070-9
  6. 2020年9月23日初版発行（同日発売[31]）、ISBN 978-4-04-064768-5
  7. 2021年7月21日初版発行（同日発売[32]）、ISBN 978-4-04-680506-5
  8. 2022年3月23日初版発行（3月22日発売[33]）、ISBN 978-4-04-681251-3
  9. 2023年1月23日初版発行（同日発売[34]）、ISBN 978-4-04-682167-6
  10. 2023年12月21日発売[35]、ISBN 978-4-04-683105-7
  11. 2024年10月23日発売[36]、ISBN 978-4-04-683947-3

## テレビアニメ
2021年7月にテレビアニメ化が発表され、2022年7月から9月までAT-Xほかにて放送された。日本薬剤師会とのコラボレーションで、薬剤師職能および薬局機能等に関するPRの一環として、「かかりつけ薬剤師・薬局」に関する広報をテーマとしたポスターに本作が使用された。

### スタッフ
- 原作 - 高山理図[6]
- キャラクター原案 - keepout[6]
- 監督 - 草川啓造[6]
- シリーズ構成 - 渡航[6]
- キャラクターデザイン - 松本麻友子[6]
- イメージボード - 益田賢治[39]
- メインアニメーター - 諸石康太[39]、加藤剣[39]
- 美術監督 - 細井友保[11]
- 美術設定 - 滝口勝久[39]
- 色彩設計 - 林由稀[11]
- 撮影監督 - 伊藤康行[11]
- オフライン編集 - 小島俊彦[39]
- 音響監督 - 立石弥生[11]
- 音楽 - 加藤達也[11]、宝野聡史[11]
- 音楽制作 - ポニーキャニオン[11]
- プロデューサー - 藤原利紀[39]、澤畠康二[39]、平山雅史[39]、松村尚[39]、丸山創[39]
- アニメーションプロデューサー - 天野翔太[39]
- アニメーション制作 - ディオメディア[6]
- 製作 - 「異世界薬局」製作委員会[6]

### 主題歌
「夢想的クロニクル」
石原夏織によるオープニングテーマ。作詞は只野菜摘、作曲・編曲はMotokiyo。
「白雨」
Little Black Dressによるエンディングテーマ。作詞はRYO、作曲・編曲は池窪浩一。

### 各話リスト
| 話数   | サブタイトル                 | 脚本     | 絵コンテ          | 演出              | 作画監督 | 総作画監督                            | 初放送日       |
| ------ | ---------------------------- | -------- | ----------------- | ----------------- | --- | ------------------------------------- | -------------- |
| 第1話  | 転生薬学者と異世界           | 渡航     | 草川啓造          | 草川啓造          | 松本麻友子 石川雅一 本田辰雄 Mubon Hyeong Jun Ryu Joong Hyeon                                                    | 松本麻友子 石川雅一                   | 2022年 7月10日 |
| 第2話  | 師匠と弟子                   | さがら総 | 井畑翔太          | 井畑翔太          | 本田辰雄 Mubon Hyeong Jun Ryu Joong Hyeon Lee seokyun                                                            | 松本麻友子 井出直美                   | 7月17日        |
| 第3話  | 筆頭宮廷薬師と転生薬学者     | 渡航     | 玉木慎吾          | 玉木慎吾          | Mubon Hyeong Jun Ryu Joong Hyeon                                                                                 | 松本麻友子 石川雅一                   | 7月24日        |
| 第4話  | 皇帝陛下と創業勅許           | 渡航     | 本多美乃          | 草川啓造 本多美乃 | Kang Dongha Park Yunok Lee Seokyun Mubon Hyeong Jun Jeon Hyun Jin Ryu Joong Hyeon                                | 井出直美                              | 7月31日        |
| 第5話  | 異世界薬局の日常と化粧品     | 王雀孫   | 清水空翔          | 胡蝶蘭あげは      | 本田辰雄 Mubon Hyeong Jun Jeon Hyun Jin Ryu Joong Hyeon Kim Min Hee Kang Dongha Park Yunok Kim Dahui Lee Seokyun | 松本麻友子 石川雅一                   | 8月7日         |
| 第6話  | 兄妹と海                     | さがら総 | 草川啓造          | 胡蝶蘭あげは      | Mubon Hyeong Jun Ryu Joong Hyeon Jeon Hyun Jin Kang Dongha Lee Seokyun                                           | 松本麻友子 井出直美 石川雅一          | 8月14日        |
| 第7話  | 影のない少年と異端審問官     | さがら総 | 井畑翔太          | 井畑翔太          | 本田辰雄 Mubon Hyeong Jun Ryu Joong Hyeon Jeon Hyun Jin                                                          | 松本麻友子 井出直美 石川雅一          | 8月21日        |
| 第8話  | インフルエンザと薬局の夜明け | 渡航     | 玉木慎吾          | 玉木慎吾          | Mubon Hyeong Jun Ryu Joong Hyeon Jeon Hyun Jin Kim Min Hee                                                       | 松本麻友子 井出直美 石川雅一          | 8月28日        |
| 第9話  | ある邪悪な男の話             | さがら総 | 本多美乃          | 本多美乃          | 本田辰雄 Mubon Hyeong Jun Ryu Joong Hyeon Jeon Hyun Jin Kim Min Hee Lim Sugyeong Lee Yeongmi Lee Jitaek          | 松本麻友子 石川雅一 井出直美 前田恭佑 | 9月4日         |
| 第10話 | 黒死病                       | 王雀孫   | 清水空翔          | 胡蝶蘭あげは      | 本田辰雄 Mubon Hyeong Jun Ryu Joong Hyeon Jeon Hyun Jin Kim Min Hee                                              | 松本麻友子 石川雅一 井出直美 前田恭佑 | 9月11日        |
| 第11話 | エスターク村の奇跡           | 渡航     | 井畑翔太          | 井畑翔太          | Mubon Hyeong Jun Ryu Joong Hyeon Jeon Hyun Jin Lee Yeongmi Lee Seokyun Lee Jitaek                                | 松本麻友子 井出直美 石川雅一          | 9月18日        |
| 第12話 | 彼が治せなかったもの         | 渡航     | 草川啓造 清水空翔 | 草川啓造          | 本田辰雄 Mubon Hyeong Jun Jeon Hyun Jin Ryu Joong Hyeon Lim Sugyeong Min Hyeonsuk Lee Jitaek                     | 松本麻友子 井出直美 石川雅一 前田恭佑 | 9月25日        |

### 放送局
| 放送期間                | 放送時間                     | 放送局     | 対象地域   | 備考                                            |
| ----------------------- | ---------------------------- | ---------- | ---------- | ----------------------------------------------- |
| 2022年7月10日 - 9月25日 | 日曜 21:30 - 22:00           | AT-X       | 日本全域   | 製作参加 / CS放送 / 字幕放送 / リピート放送あり |
| 2022年7月11日 - 9月26日 | 月曜 0:00 - 0:30（日曜深夜） | TOKYO MX   | 東京都     |                                                 |
|                         | 月曜 2:29 - 2:59（日曜深夜） | 関西テレビ | 近畿広域圏 | 製作参加                                        |
| 2022年7月12日 - 9月27日 | 火曜 0:00 - 0:30（月曜深夜） | BS日テレ   | 日本全域   | 製作参加 / BS放送 / 『アニメにむちゅ〜』枠      |

| 配信開始日            | 配信時間                | 配信サイト |
| --------------------- | ----------------------- | --- |
| 2022年7月10日         | 日曜 23:00 更新         | dアニメストア |
| 2022年7月13日         | 水曜 23:00 - 23:30      | ABEMA |
| 2022年7月17日         | 日曜 23:00 更新         | ニコニコチャンネル |
|                       | 日曜 23:00 - 23:30      | ニコニコ生放送 |
| 2022年7月17日以降順次 | 日曜 23:00 以降順次更新 | ひかりTV GYAO! FOD バンダイチャンネル Hulu TELASA J:COMオンデマンド みるプラス見放題プレミアム U-NEXT アニメ放題 Amazon Prime Video Netflix Disney+ カンテレドーガ TVer Rakuten TV music.jp ビデオマーケット HAPPY!動画 クランクイン！ビデオ ムービーフルPlus |

### BD / DVD
| 巻 | 発売日         | 収録話         | 規格品番  | 規格品番   | 規格品番 |
| 巻 | 発売日         | 収録話         | BD        | DVD        |          |
| -- | -------------- | -------------- | --------- | ---------- | -------- |
| 1  | 2022年9月28日  | 第1話 - 第4話  | KAXA-8431 | KABA-11231 |          |
| 2  | 2022年10月26日 | 第5話 - 第8話  | KAXA-8432 | KABA-11232 |          |
| 3  | 2022年11月25日 | 第9話 - 第12話 | KAXA-8433 | KABA-11233 |          |

## 医学・薬学・科学監修
実在する医薬品や疾患を題材とするため、Web掲載時より多くの医療従事者や各方面の専門家による監修のもとで執筆されている。
アニメ版では、医学・薬学・科学監修として、薬剤師の児島悠史、生物学者の内藤雄樹、医師の村尾命がクレジットされており、日本薬剤師会とのコラボポスターも作製された。児島は自身のWebサイトで作品の薬学考証に関する裏話を公開しており、薬に関する細かい描写やペスト治療薬の選択理由などを薬剤師の視点から詳しく解説している。
原作の小説版、漫画版、アニメ版は、それぞれ執筆・製作時点の最新の知見をもとに監修されているため、使用される薬や治療法が異なっている場合がある。